# Montebello Vicentino
Montebello Vicentino är en ort och kommun i provinsen Vicenza i regionen Veneto i Italien. Kommunen hade 6 512 invånare (2018).